# Сага (заказник)
Са́га — гідрологічний заказник місцевого значення в Україні. Розташований у межах Варвинського району Чернігівської області, на північ від смт Варва. 
Площа 38 га. Статус присвоєно згідно з рішенням Чернігівського облвиконкому від 27.12.1984 року № 454; від 28.08.1989 року № 164. Перебуває у віданні ДП «Прилуцьке лісове господарство» (Варвинське л-во, кв. 48). 
Статус присвоєно для збереження лучно-болотного природного комплексу на правобережній заплаві річки Удай. Рослинність низового болота представлена осокою, очеретом та низкою видів болотного різнотрав'я: вербозілля звичайне, плакун верболистий, лепешняк великий, очеретянка звичайна, лисохвіст лучний. На менш зволожених ділянках розріджено зростає вільха.
Заказник має важливе значення в регулюванні водного режиму прилеглих територій.